# Второе правительство Эхарда (Бавария)
Второе правительство Эхарда (нем. Kabinett Ehard II) — баварское правительство под руководством Ханса Эхарда (ХСС), функционировавшее с 20 сентября 1947 года по 18 декабря 1950 года. К образованию этого правительства привёл выход министров от СДПГ из состава первого правительства Эхарда (1946-1947) и распада большой коалиции СДПГ и ХСС в Баварии. В этой связи премьер-министр Х. Эхард сформировал кабинетт исключительно из представителей ХСС, который располагал 104 из 180 мест в баварском ландтаге. После выборов в ландтаг в ноябре 1950 года было сформировано третье правительство Эхарда.

## Состав
Второе правительство Эхарда имело следующий состав:
| Пост                                                | Член правительства                                                                                        | Партия | Государственные секретари                                                           |
| --------------------------------------------------- | --- | ------ | ----------------------------------------------------------------------------------- |
| Премьер-министр                                     | Ханс Эхард                                                                                                | ХСС    | Антон Пфайффер (руководитель Баварской государственной канцелярией)                 |
| Заместитель премьер-министра                        | Йозеф Мюллер                                                                                              | ХСС    | –                                                                                   |
| Министр юстиции                                     | Йозеф Мюллер                                                                                              | ХСС    | Карл Лахербауэр до 1 декабря 1948 Антон Конрад с 15 декабря 1949                    |
| Министр внутренних дел                              | Вилли Анкермюллер                                                                                         | ХСС    | Йозеф Швальбер Франц Фишер (вопросы строительства) Вольфганг Йенике (дела беженцев) |
| Министр финансов                                    | Ханс Краус до 8 февраля 1950 Ханс Эхард временно                                                          | ХСС    | Ганс Мюллер                                                                         |
| Министр экономики                                   | Ханнс Зайдель                                                                                             | ХСС    | Гуго Гайгер                                                                         |
| Министр сельского хозяйства и лесной промышленности | Йозеф Баумгартнер до 15 января 1948 Ханс Эхард временно до 26 февраля 1948 Алоис Шлёгль с 26 февраля 1948 | ХСС    | Адам Зюлер                                                                          |
| Министр транспорта                                  | Отто Фроммкнехт                                                                                           | ХСС    | Лоренц Зедльмайр                                                                    |
| Министр образования и культов                       | Алоис Хундхаммер                                                                                          | ХСС    | Дитер Заттлер                                                                       |
| Министр труда и социального обеспечения             | Хайнрих Креле                                                                                             | ХСС    | Андреас Гризер с 24 октября 1947                                                    |
| Министр по особым поручениям                        | Людвиг Хагенауэр до 20 июля 1949                                                                          | ХСС    | –                                                                                   |